# Pierre Dansereau

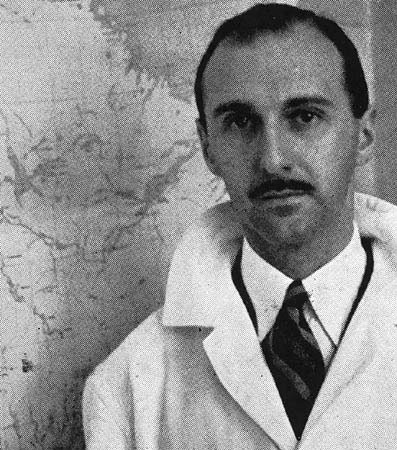
Pierre Dansereau (1943)

Pierre Mackay Dansereau, CC GOQ FRSC (* 5. Oktober 1911 in Outremont; † 29. September 2011 in Montreal) war ein kanadischer Ökologe, Botaniker und Hochschullehrer, der zu den Pionieren in der Geschichte der Ökologie gehörte und wegen seiner Vorliebe für seine Feldstudien auch der „barfüßige Ökologe“ (‚l'écologiste aux pieds nus‘) genannt wurde.
Sein botanisches Autorenkürzel lautet „Dans.“.

## Leben
Dansereau absolvierte nach dem Schulbesuch ein Studium und hatte 1936 auch Studienaufenthalte in Europa zu einer Zeit, als die Geschichte der Ökologie noch an ihrem Anfang stand. Nach seiner Rückkehr nach Kanada war er zusammen mit dem Geistlichen Marie-Victorin von 1939 bis 1942 Mitarbeiter im Botanischen Garten Montreal und von 1943 bis 1950 Dozent an der Universität Montreal.
1950 wechselte er als Mitarbeiter an den Botanischen Garten der University of Michigan und war dort bis 1955 auch als Professor für Botanik tätig. Im Anschluss kehrte er nach Kanada zurück und war zwischen 1955 und 1961 Professor und Direktor des Instituts für Botanik der Universität Montreal, ehe er von 1961 bis 1972 sowohl Vizedirektor des New York Botanical Garden (NYBG) als auch Professor für Botanik und Geographie an der Columbia University war.
Nach seiner erneuten Rückkehr übernahm er einen Lehrstuhl an der Fakultät für Management an der Universität Montreal und war zugleich von 1972 bis 1976 Direktor des dortigen Forschungszentrums für Wissenschaft und Umwelt. In den folgenden Jahren befasste er sich zunehmend mit Ökologie und den ökologischen Folgen von Baumaßnahmen und verfasste unter anderem eine Umweltverträglichkeitsstudie zum Bau des Aéroport international Montréal-Mirabel im Jahr 1975, wobei er bedauerte, dass die Folgeschäden durch den Bau nicht begrenzt wurden.
Dies trug letztlich mit dazu bei, dass sich Dansereau in den folgenden Jahrzehnten mit dem Umweltschutz befasste und sich bemühte, Ökologie und kulturelles Erbe zu schützen sowie um eine ausgewogenes Wachstum von Stadt und Land. Dansereau, der mehrfach ausgezeichnet wurde und im Laufe seines Lebens über 600 wissenschaftliche Publikationen verfasste, war auch nach seiner Emeritierung 1976 bis kurz vor seinem Tod noch als Direktor des Laboratoriums für die Untersuchung von Ökosystemen der Université du Québec à Montréal (UQAM) tätig. Für seine Verdienste wurde er unter anderem zum Companion des Order of Canada ernannt.

## Veröffentlichungen

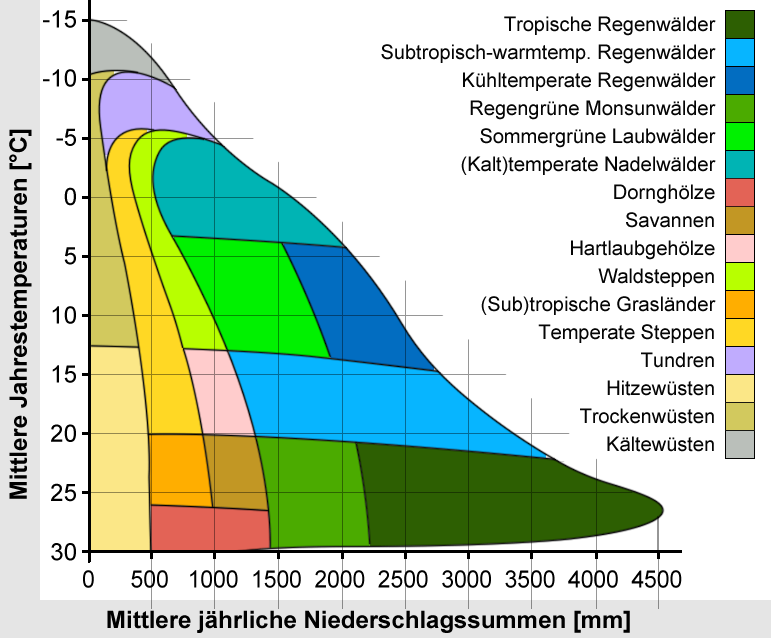
Eine häufig in Fachliteratur abgebildete Grafik geht auf den Versuch einer Anordnung der globalen terrestrischen Pflanzenformationen nach jährlicher Lufttemperatur und Niederschlagssummen zurück, dessen erster Entwurf 1957 von Dansereau stammt, der 1970 von Whittaker überarbeitet wurde

- Études sur les hybrides de cistes, 1941
- Notes sur les cistes l : La Collection du Bailey Hortorium, 1941
- 1.L' Erablière laurentienne / 1. Valeur d'indice des espèces, 1943
- Erablières de la Gaspésie et les fluctuations du climat, 1944
- Brother Marie-Victorin, F.S.C. 1885–1944, 1945
- L' Erablière laurentienne / 2. Les Successions et leurs indicateurs, 1946
- Botanical excursions in Quebec Province. Montreal, Quebec, Gaspe Peninsula, 1948
- The Grading of dispersal types in plant communities and their ecological significance, 1957
- Essais d'application de la dimension structurale en phytosociologie . I. Quelques exemples européens, 1959
- Syndicaliste, qui es-tu?, 1961
- Contradictions & biculture: communications, 1955–1961, 1964
- Biogeography. An Ecological Perspective, 1977, ISBN 9780471068082
- L' envers et l'endroit: le désir, le besoin et la capacité, 1991, ISBN 2551126045